# Rheumaptera griseata
Rheumaptera griseata är en fjärilsart som beskrevs av Max Joseph Bastelberger 1908. Rheumaptera griseata ingår i släktet Rheumaptera och familjen mätare. Inga underarter finns listade.